# Charles-René de Bombelles
Charles-René de Bombelles (* 6. listopad 1785 Versailles; † 30. květen 1856 Versailles) byl francouzský hrabě, voják rakouské armády a diplomat francouzského krále Ludvíka Filipa, třetí manžel francouzské excísařovny Marie Luisy Habsburské.

## Život
Narodil se jako druhé dítě Marca Marii de Bombelles, francouzského generála, diplomata a pozdějšího biskupa z Amiensu a jeho manželky Marie-Angélique, rozené markýzy de Mackau. Rodina uprchla z Francie do Rakouska v době francouzské revoluce.
Stejně jako jeho slavnější bratři Hénri de Bombelles (lékař a vychovatel císaře Františka Josefa I.) a Ludwig Philipp de Bombelles (důvěrník kancléře Metternicha), zahájil kariéru tím, že vstoupil do rakouské armády. Bojoval v letech 1805-1813 v Itálii a v roce 1813 v bitvě národů u Lipska. Dosáhl hodnosti kapitána rakouské armády. Oženil se s bohatou irskou šlechtičnou Karolinou Sabinou z Kavanaghu, která zemřela v roce 1819 a zanechala dvě nezletilé děti. Rodina se vrátila do Francie po pádu Napoleona.
Dále se Bombelles věnoval politice a diplomacii ve službách rakouského císařství, byl nejvyšším hofmistrem císařského dvora v Parmě. Na vídeňském a parmském dvoře se seznámil s francouzskou excísařovnou a parmskou vévodkyní Marií Luisou Habsburskou. Rakouský kancléř Metternich si jej vybral jako vychovatele syna Marie Luisy Napoleona II. Orlíka. Po smrti druhého manžela Marie Luisy, hraběte Adama Alberta Neipperga, se Bombelles stal placeným společníkem excísařovny, za tuto službu dostával roční mzdu 12 tisíc florénů. 17. února roku 1834 se s ní oženil. Po její smrti působil ještě jako diplomat ve službách francouzského krále Ludvíka Filipa.